# Cleantioides rotundata
Cleantioides rotundata is een pissebed uit de familie Holognathidae. De wetenschappelijke naam van de soort is voor het eerst geldig gepubliceerd in 1982 door Kussakin.